# IEC 60309
IEC 60309 (anteriormente IEC 309 e CEE 17, também publicado pelo CENELEC como EN 60309) é uma série de normas internacionais da Comissão Eletrotécnica Internacional (IEC) para "plugues, tomadas e acopladores para fins industriais". Também são usados na indústria do entretenimento, onde são comumente chamados de conectores "CeeForm". A tensão máxima permitida pela norma é 1000 CC ou AC ; a corrente máxima, 800 A e a frequência máxima, 500 Hz. A faixa de temperatura ambiente é de −25 °C a 40 °C.
Existe uma gama de plugues e tomadas de diferentes tamanhos com diferentes números de pinos, dependendo da corrente fornecida e do número de fases acomodadas. Os conectores são geralmente especificados pelas classificações de tensão e corrente, configuração geral (número de pinos) e alinhamento rotacional (chavetamento). As conexões são populares em condições ao ar livre, pois os conectores têm uma classificação mínima de proteção contra intempéries IP44. Eles também são usados às vezes em situações em que suas capacidades especiais (como alta corrente nominal ou instalações trifásicas) não são necessárias, para desencorajar os usuários em potencial de conectar aparelhos domésticos às tomadas, pois plugues domésticos 'normais' não cabem.
Os conectores e tomadas dos cabos são chaveados e codificados por cores, conforme a faixa de tensão e frequência utilizada; cores comuns para alimentação 50-60 Hz CA é amarela para 100–130 volts, azul para 200–250 volts e vermelha para 380–480 volts. As conexões azuis são frequentemente usadas para fornecer tomadas externas à prova de intempéries para aparelhos externos. Em acampamentos, os grandes plugues de 32 A fornecem energia para caravanas estáticas, enquanto o azul menor, de 16 A, alimenta caravanas e tendas de turismo. No Reino Unido, as conexões amarelas são usadas para fornecer 110 V para canteiros de obras, com a finalidade de reduzir o risco de choque elétrico, e esse uso se estende ao uso de ferramentas elétricas fora do ambiente do canteiro de obras. As versões trifásicas vermelhas são utilizadas para equipamentos portáteis trifásicos.

## Padronização

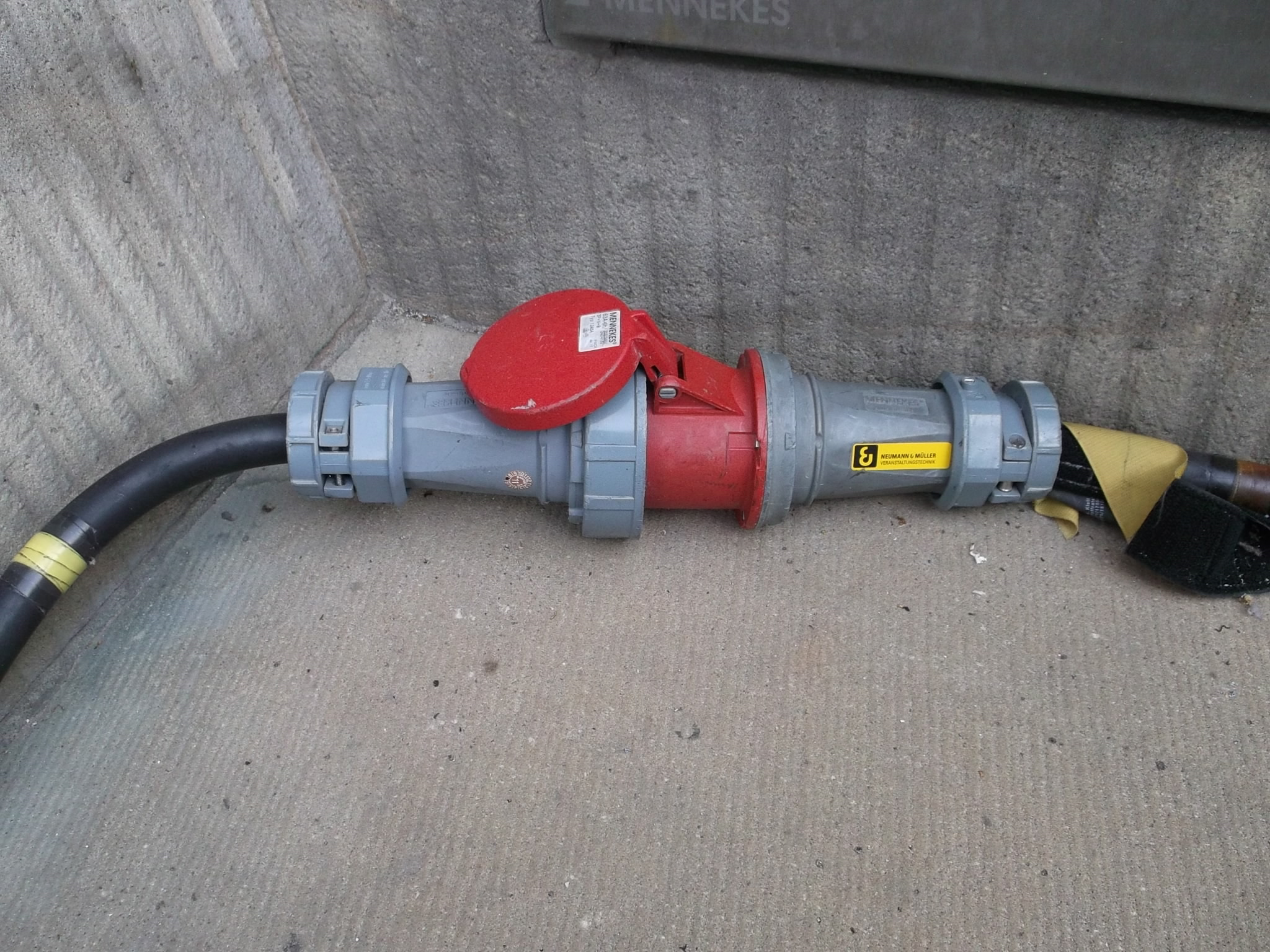
63 A, conexão acoplada IP67

A padronização foi originalmente feita pela CEE (Comission internationale de réglementation en vue de l'aprobation de l'équipement électrique), que se tornou IECEE em 1985 (⁣System of Conformity Assessment Schemes for Electrotechnical Equipment and Components) e agora faz parte da IEC. (Este é o mesmo órgão que produziu a Série "CEE 7" de plugues domésticos.) As tomadas industriais foram padronizadas na década de 1960 na série CEE 17, que foi adotada no Reino Unido como BS 4343, e que são agora o IEC 60309 padrão.
Atualmente, as seguintes normas estão em vigor:
IEC 60309-1
"Plugues, tomadas e acopladores para fins industriais" especifica os requisitos gerais de funcionamento e segurança.
IEC 60309-2
"Requisitos de intercambialidade dimensional para acessórios de pinos e tubos de contato" se aplicam a plugues e tomadas, acopladores de cabos e acopladores de aparelhos com pinos e tubos de contato de configurações padronizadas.
IEC 60309-3
"Requisitos particulares para plugues, tomadas, conectores e entradas de aparelhos para uso em atmosferas explosivas de gás" (esta norma foi retirada em 1998).
IEC 60309-4
"Tomadas e conectores comutados com ou sem intertravamento" aplica-se a produtos independentes que combinam em um único gabinete, uma tomada ou conector de acordo com IEC 60309-1 ou IEC 60309-2 e um dispositivo de comutação, com tensão de operação não superior a 1000 VCC ou VCA e 500 Hz, e uma corrente nominal não superior a 800 A.
IEC 60309-5
"Requisitos de compatibilidade dimensional e intercambiabilidade para plugues, tomadas, conectores de navio e entradas de navio para sistemas de conexão em terra de baixa tensão (LVSC)" se aplicam a um único tipo de plugue, tomada, conector de navio e entrada de navio, destinados a conectar navios para sistemas dedicados de abastecimento em terra descritos na IEC/IEEE 80005–3.

## Classificações de corrente preferidas e bitolas de fio
O padrão inclui classificações de corrente e bitolas de fios preferenciais para aplicações internacionais (considerada Série I) e norte-americanas (consideradas Série II).
As classificações de corrente (em amperes) preferidas da Série I são: 16, 32, 63, 125, 250, 400, 630 e 800, com bitolas de fio especificadas em mm².
As classificações de corrente (em amperes) preferidas da Série II são: 20, 30, 60, 100, 200, 300, 350, 500 e 600, com bitolas de fio especificadas em AWG e milímetro circular.

## Proteção

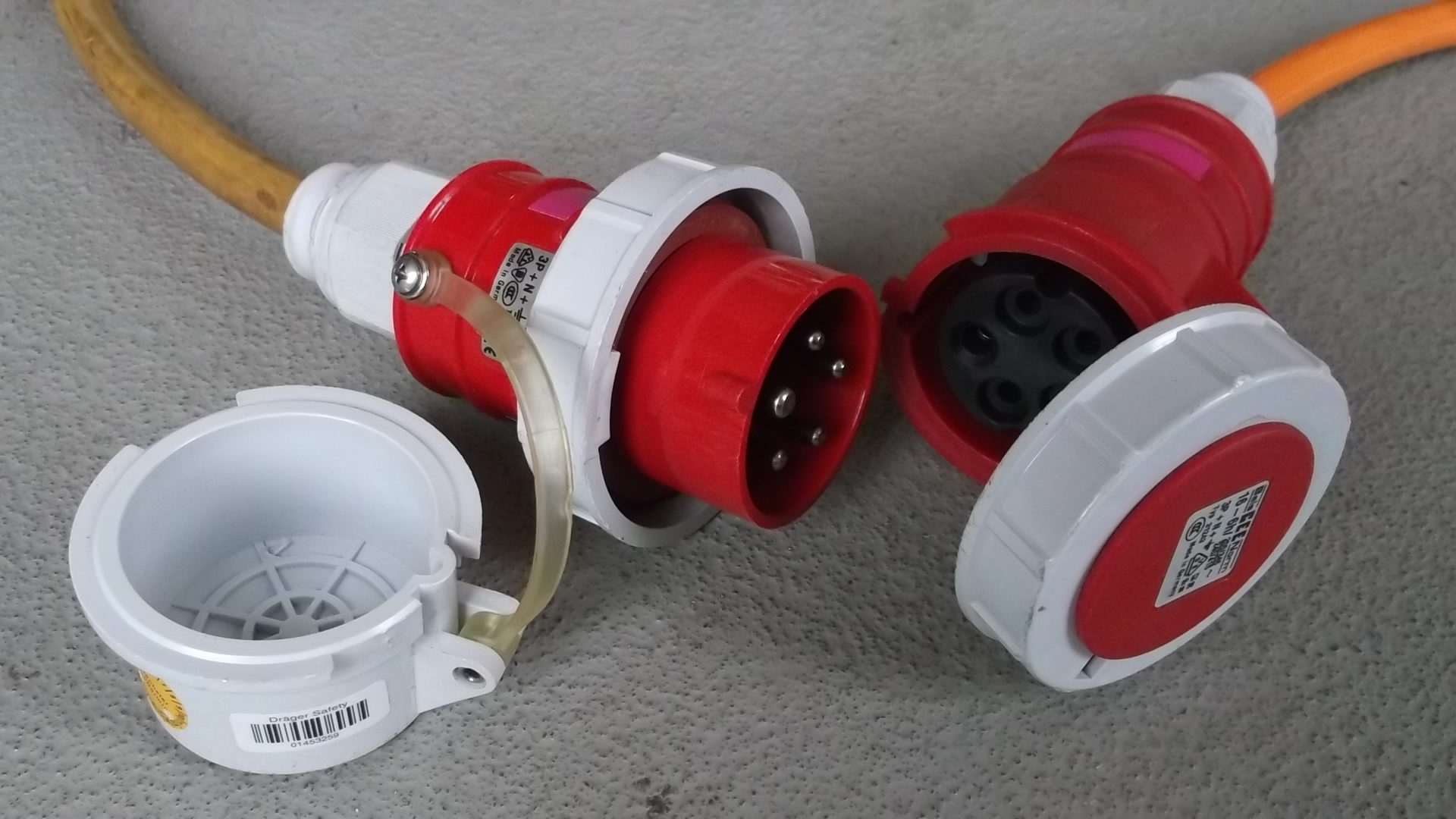
Plugue e receptáculo IP67

Os conectores IEC 60309-2 vêm nas variantes IP44 (à prova de respingos), IP66/IP67 (à prova de jatos/à prova d'água) e IP 67 (impermeável). Em todos os casos, a classificação se aplica quando separada ou acoplada, mas não durante o processo de acoplamento.
A variante IP44 mais comum apresenta uma tampa articulada com mola sobre o encaixe. Quando um plugue é inserido, a tampa engancha em uma lingueta no plugue e o mantém no lugar. Os conectores fixos são instalados geralmente inclinados para baixo para evitar a entrada de água.
As variantes IP67 e IP66/IP67 incluem uma gaxeta e um anel de trava de torção que veda os dois conectores.

## Dimensões
Os plugues possuem pinos conectores cilíndricos dispostos em círculo, com o pino terra 2 milímetros (0,079 pol) maior em diâmetro do que os outros pinos (usados para linha/neutro). Este é cercado por uma cobertura circular no conector macho, que se encaixa em um recesso correspondente no conector fêmea.
O padrão define conectores com 3, 4 e 5 pinos, mas uma variante não padrão com 7 pinos (6 em um círculo mais um no centro) está disponível comercialmente; pode ser usado para partida estrela-triângulo de motores trifásicos.
| Classificação do conector (A)          | Classificação do conector (A)       | 16/20                      | 16/20                      | 16/20                      | 32/30                      | 32/30                      | 63/60                      | 125/100                    |
| Pinos                                  | Pinos                               | 2+PE                       | 3+PE                       | 4+PE                       | 2+PE, 3+PE                 | 4+E                        | Tudo                       | Tudo                       |
| -------------------------------------- | ----------------------------------- | -------------------------- | -------------------------- | -------------------------- | -------------------------- | -------------------------- | -------------------------- | -------------------------- |
| Pinos de linha e neutro                | diâmetro                            | 5 milímetros (0,20 pol)    | 5 milímetros (0,20 pol)    | 5 milímetros (0,20 pol)    | 6 milímetros (0,24 pol)    | 6 milímetros (0,24 pol)    | 8 milímetros (0,31 pol)    | 10 milímetros (0,39 pol)   |
| Pinos de linha e neutro                | comprimento                         | 37 milímetros (1,5 pol)    | 37 milímetros (1,5 pol)    | 37 milímetros (1,5 pol)    | 45 milímetros (1,8 pol)    | 45 milímetros (1,8 pol)    | 67 milímetros (2,6 pol)    | 71 milímetros (2,8 pol)    |
| Pino terra                             | diâmetro                            | 7 milímetros (0,28 pol)    | 7 milímetros (0,28 pol)    | 7 milímetros (0,28 pol)    | 8 milímetros (0,31 pol)    | 8 milímetros (0,31 pol)    | 10 milímetros (0,39 pol)   | 12 milímetros (0,47 pol)   |
| Pino terra                             | comprimento                         | 37 milímetros (1,5 pol)    | 37 milímetros (1,5 pol)    | 37 milímetros (1,5 pol)    | 45 milímetros (1,8 pol)    | 45 milímetros (1,8 pol)    | 67 milímetros (2,6 pol)    | 71 milímetros (2,8 pol)    |
| Diâmetro do círculo do pino            | Diâmetro do círculo do pino         | 17,5 milímetros (0,69 pol) | 21,5 milímetros (0,85 pol) | 26,5 milímetros (1,04 pol) | 25,0 milímetros (0,98 pol) | 30,3 milímetros (1,19 pol) | 36,5 milímetros (1,44 pol) | 42,5 milímetros (1,67 pol) |
| Diâmetro da cobertura do plugue (>50V) | interno                             | 37,9 milímetros (1,49 pol) | 42,8 milímetros (1,69 pol) | 48,8 milímetros (1,92 pol) | 49,7 milímetros (1,96 pol) | 55,6 milímetros (2,19 pol) | 61,5 milímetros (2,42 pol) | 72,5 milímetros (2,85 pol) |
| Diâmetro da cobertura do plugue (>50V) | exterior                            | 43,5 milímetros (1,71 pol) | 49,5 milímetros (1,95 pol) | 56,1 milímetros (2,21 pol) | 57,3 milímetros (2,26 pol) | 63,4 milímetros (2,50 pol) | 69,5 milímetros (2,74 pol) | 81,5 milímetros (3,21 pol) |
| Raio da chaveta principal do plugue    | Raio da chaveta principal do plugue | 3 milímetros (0,12 pol)    | 3 milímetros (0,12 pol)    | 3 milímetros (0,12 pol)    | 3 milímetros (0,12 pol)    | 3 milímetros (0,12 pol)    | 4 milímetros (0,16 pol)    | 4 milímetros (0,16 pol)    |

### Contato do piloto

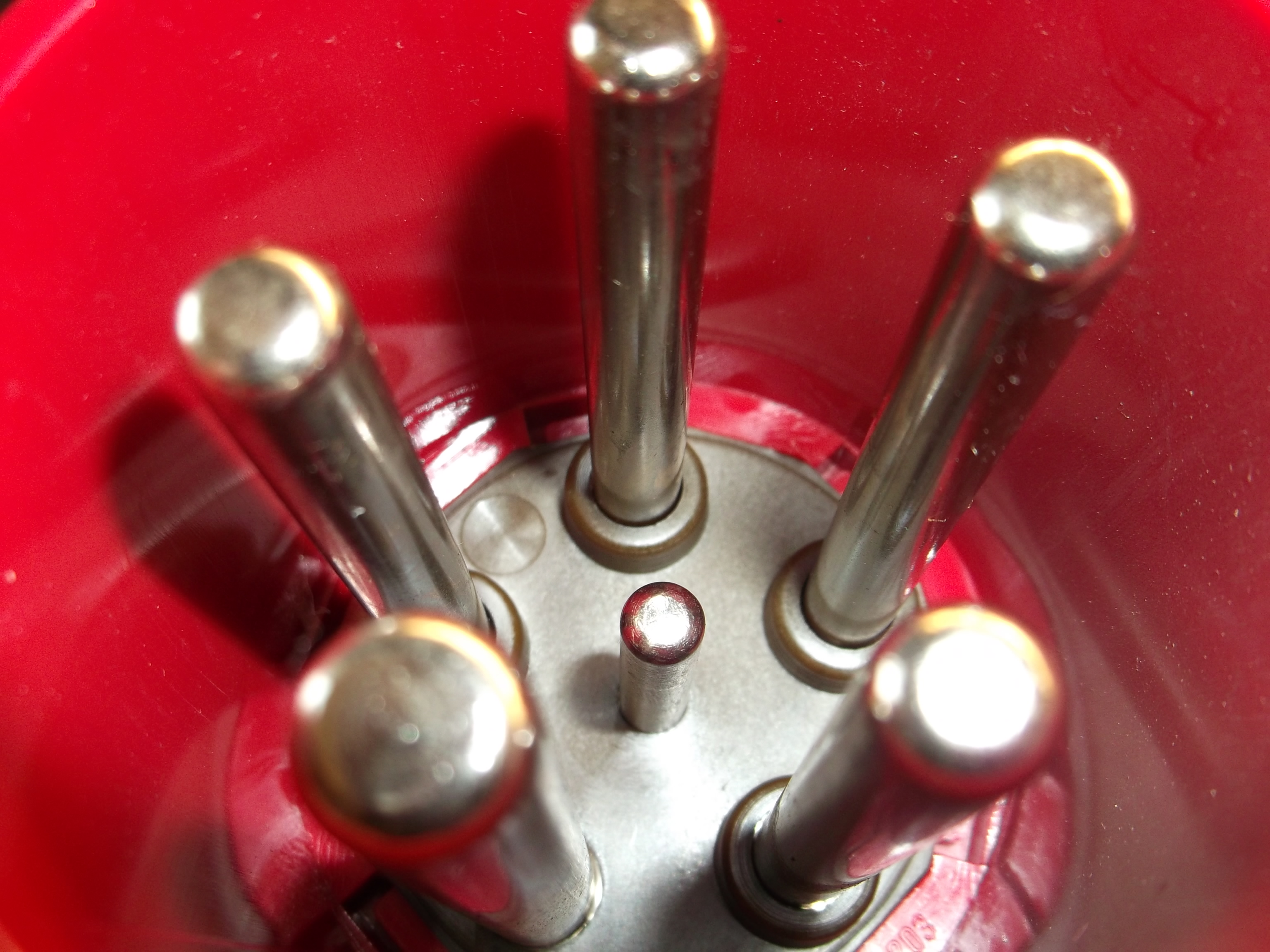
63 Um plugue com contato piloto

Conectores classificados em 63 A e 125 A pode ser opcionalmente equipados com um contato piloto de 6 mm. Este pino menor no centro do conector é mais curto que os outros, projetado para fazer contato após todos os outros pinos ao conectar um plugue e tomada e interromper primeiro ao desconectar. É usado para desligar a carga. Isso é útil, pois a desconexão sob carga causará arcos que podem causar danos ao plugue e aa tomada e causar ferimentos ao usuário.
O pino piloto está localizado no centro do círculo de contato principal em conectores de 4 e 5 pinos. Nos conectores de 3 pinos (2P+PE), está localizado no círculo de contato oposto ao pino de aterramento. Os outros conectores estão localizados a 105° de cada lado do pino de aterramento, em vez de 120° como nas variantes menores, para dar espaço ao pino piloto.

### Variante de tensão extra baixa
A norma especifica um design adicional e diferente para tensões extra-baixas de até 50 VCA e correntes de 16 ou 32 A. Isso se assemelha, mas é maior que o conector CC IEC 60906.
|         |        | Plugue | Plugue |
| ------- | ------ | ------ | ------ |
|         |        | 16/20A | 32/30A |
| Soquete | 16/20A | Sim    | Sim    |
| Soquete | 32/30A | Não    | Sim    |

No plugue macho, três 6 pinos mm cada 20,5 mm de comprimento são igualmente espaçados em torno de 15,4 círculo de mm de diâmetro, começando na posição das 12 horas. Eles são cercados por um 23 mm de comprimento com um diâmetro interno de 36 mm e um diâmetro externo de 42 milímetros. O pino oposto à chaveta maior é opcional e pode ser omitido para fazer uma variante de 2 pinos. A superfície interna da cobertura do plugue macho é achatada na posição de 6 horas. Uma ou duas ranhuras são cortadas na cobertura do plugue macho para encaixar com as chavetas correspondentes na tomada fêmea. Há uma ranhura principal necessária na posição de 6 horas e uma ranhura menor opcional na posição de 12 horas.
Na tomada fêmea, a chaveta maior tem 4 mm de profundidade na posição de 6 horas. A largura da chaveta maior define a classificação atual: Plgues de 32 A  têm uma ranhura de 5mm de largura, enquanto plugues de 16 A têm uma ranhura 8 mm, portanto, um plugue de 32 A pode ser usado com receptáculo de 16 A, mas um plugue 16 A não pode ser usado com receptáculo de 32 A. A chaveta menor opcional tem a mesma dimensão para ambas as classificações de corrente: 4 mm de largura na posição de 12 horas, que combina com uma ranhura adicional de 5 mm de largura cortada através da cobertura.

## Código de cores
A cor da caixa indica o tipo de alimentação disponível. A principal distinção é pela tensão nominal de operação, como segue:
| Código de cores     | Código de cores                   | Código de cores              | Código de cores                          | Código de cores                          | Código de cores                | Código de cores                |
| alcance de voltagem | 20-25 V                           | 40–50 V                      | 100–130 V                                | 200–250 V                                | 300–480 V                      | 500–1000 V                     |
| ------------------- | --------------------------------- | ---------------------------- | ---------------------------------------- | ---------------------------------------- | ------------------------------ | ------------------------------ |
| cor comum           | violeta                           | branco                       | amarelo                                  | azul                                     | vermelho                       | preto                          |
| aplicação comum     | 24 V alimentação CA/CC monofásica | alimentação CA/CC monofásica | 125 V alimentação CA monofásica/dividida | 250 V alimentação CA monofásica/dividida | 400 V alimentação CA trifásica | 500 V em embarcações marítimas |

| Códigos de cores menos usados | Códigos de cores menos usados | Códigos de cores menos usados                                              | Códigos de cores menos usados                          | Códigos de cores menos usados | Códigos de cores menos usados  |
| alcance de voltagem           | >50 VCC (0 Hz)                | 125/250 VCA                                                                | 277 V                                                  | >50 VCA, <br> 100–500 Hz      | 28 VCC                         |
| ----------------------------- | ----------------------------- | -------------------------------------------------------------------------- | ------------------------------------------------------ | ----------------------------- | ------------------------------ |
| cor comum                     | branco                        | laranja                                                                    | cinza                                                  | verde                         | -                              |
| aplicação comum               | Energia em CC                 | 125/250 VCA de fase dividida (2P+N+PE), classificação de corrente Série II | 277 VCA monofásica, classificação de corrente Serie II | 115 V 400 Hz                  | 28 VCC Alimentação de aeronave |

## Chavetamento

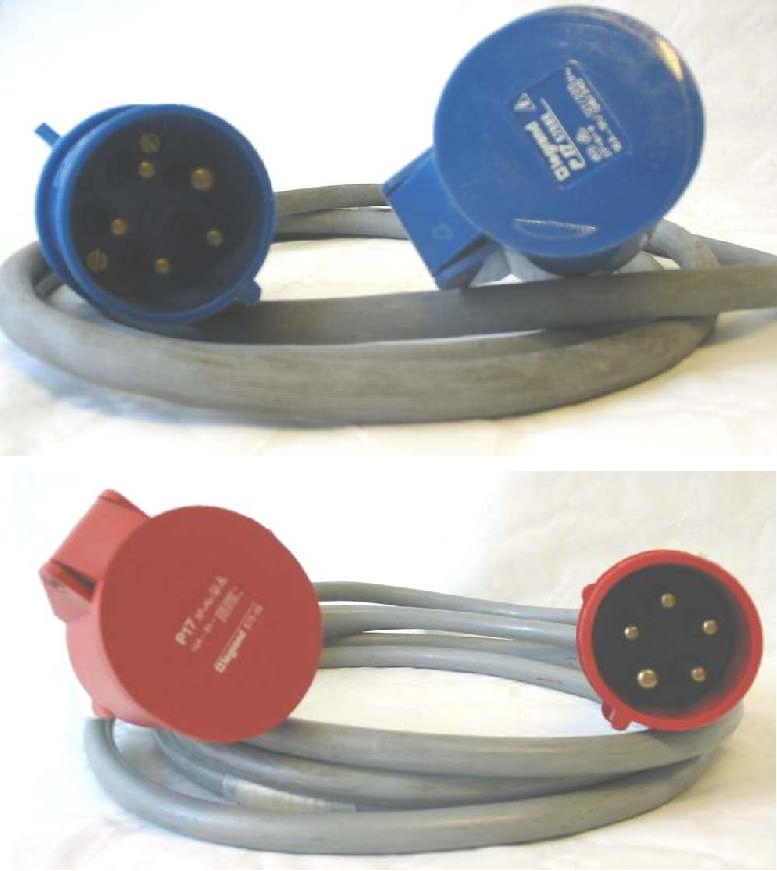
Cabos com conectores 3P+N+PE. O cabo azul superior tem chaveta em 9h, enquanto o cabo inferior vermelho tem chaveta em 6h

Além do código de cores, os conectores são codificados em uma das 12 posições para garantir que tensões de utilização incompatíveis não possam ser conectadas. Diferentes combinações de tensão e frequência são diferenciadas pela localização do pino de aterramento (ou uma projeção plástica chamada chaveta menor, para conectores sem pino de aterramento), conforme mostrado na tabela a seguir. O pino de aterramento pode estar em um dos doze locais, descritos pelas posições do relógio de 1h a 12h, espaçadas em intervalos de 30° ao redor do círculo onde todos os pinos se encontram. As várias posições são referenciadas a partir da vista do lado aberto de uma tomada; a posição de 6 horas (6h, 180°) está no mesmo ângulo que a chaveta maior e está orientada para baixo. A chaveta maior é uma projeção na cobertura do plugue que se alinha com um entalhe na tomada. O pino terra tem um diâmetro maior que os outros pinos, evitando que o tipo errado de plugue seja inserido em uma tomada.
| Posição pino terra                                                                                        | Configuração                                   | Configuração                                     | Configuração                                   |
| Posição pino terra                                                                                        | P+N+PE, 2P+PE (2P3W)                           | 3P+PE (3P4W)                                     | 3P+N+PE (4P5W)                                 |
| --- | ---------------------------------------------- | ------------------------------------------------ | ---------------------------------------------- |
| 30° / 1h                                                                                                  | Não padronizado, reservado para fins especiais | Não padronizado, reservado para fins especiais   | Não padronizado, reservado para fins especiais |
| 60° / 2h                                                                                                  | >50 VCA, >300 a 500 Hz (verde)                 | >50 VCA, >300 a 500 Hz (verde)                   | >50 VCA, >300 a 500 Hz (verde)                 |
| 90° / 3h                                                                                                  | >50 a 250 VCC (branco)                         | 380 V, 50 Hz 440 V, 60 Hz (vermelho)             | 220/380 V, 50 Hz 250/440 V, 60 Hz (vermelho)   |
| 120° / 4h                                                                                                 | 100–130 VCA (amarelo)                          | 100–130 VCA (amarelo) no Reino Unido, 55/110 VCA | 57–75 ou 100–130 VCA (amarelo)                 |
| 150° / 5h                                                                                                 | 277 VCA, 60 Hz (cinza)                         | 600–690 VCA (preto)                              | 347–400 ou 600–690 VCA (preto)                 |
| 180° / 6h                                                                                                 | 200–250 VCA (azul)                             | 380–415 VCA (vermelho)                           | 200–240 ou 346–415 VCA (vermelho)              |
| 210° / 7h                                                                                                 | 480–500 VCA (preto)                            | 480–500 VCA (preto)                              | 277–288 ou 480–500 VCA (preto)                 |
| 240° / 8h                                                                                                 | >250 VCC (branco)                              | Não usado                                        | Não usado                                      |
| 270° / 9h                                                                                                 | 380–415 VCA (vermelho)                         | 200–250 VCA (azul)                               | 120–144 ou 208–250 VCA (azul)                  |
| 300° / 10h                                                                                                | >50 VCA, 100–300 Hz (verde)                    | >50 VCA, 100–300 Hz (verde)                      | >50 VCA, 100–300 Hz (verde)                    |
| 330° / 11h                                                                                                | Não usado                                      | 440–460 VCA, 60 Hz (vermelho)                    | 250–265 ou 440–460 VCA, 60 Hz (vermelho)       |
| 360° / 12h                                                                                                | Não especificado (branco)                      | 125/250 VCA (laranja)                            | Não especificado (branco)                      |
| Diagrama de clock para a série de conectores regulares (>50V), visto olhando para a extremidade da tomada |                                                |                                                  |                                                |

O conector de extra-baixa tensão também suporta chaveta, embora neste caso o ângulo seja a posição da chaveta menor, tendo-se em consideração que a chaveta maior está na posição 6h (180°). As posições 5h, 6h e 7h da chaveta maior não estão disponíveis, pois se sobrepõem à chaveta maior, mas existe uma variante sem chaveta.
| Posição chaveta menor                                     | Configuração de pinos                          | Configuração de pinos                          |
| Posição chaveta menor                                     | 2P                                             | 3P                                             |
| --------------------------------------------------------- | ---------------------------------------------- | ---------------------------------------------- |
| Sem chaveta menor                                         | 20-25 VCA (violeta)                            | 20-25 VCA (violeta)                            |
| 30° / 1h                                                  | Não padronizado, reservado para fins especiais | Não padronizado, reservado para fins especiais |
| 60° / 2h                                                  | 20–25 e 40–50 VCA, 300 Hz (verde)              | 20–25 e 40–50 VCA, 300 Hz (verde)              |
| 90° / 3h                                                  | 20–25 e 40–50 VCA, 400 Hz (verde)              | 20–25 e 40–50 VCA, 400 Hz (verde)              |
| 120° / 4h                                                 | 20–25 e 40–50 VCA, 100–200 Hz (verde)          | 20–25 e 40–50 VCA, 100–200 Hz (verde)          |
| 150° / 5h                                                 | Não usado, bloqueado por chaveta principal     | Não usado, bloqueado por chaveta principal     |
| 180° / 6h                                                 | Não usado, bloqueado por chaveta principal     | Não usado, bloqueado por chaveta principal     |
| 210° / 7h                                                 | Não usado, bloqueado por chaveta principal     | Não usado, bloqueado por chaveta principal     |
| 240° / 8h                                                 | Não padronizado, reservado para fins especiais | Não padronizado, reservado para fins especiais |
| 270° / 9h                                                 | Não padronizado, reservado para fins especiais | Não padronizado, reservado para fins especiais |
| 300° / 10h                                                | <50 VCC (branco)                               | Não usado                                      |
| 330° / 11h                                                | 20–25 e 40–50 VCA, >400-500 Hz (verde)         | 20–25 e 40–50 VCA, >400-500 Hz (verde)         |
| 360° / 12h                                                | 40–50 VCA (branco)                             | 40–50 VCA (branco)                             |
| Clock diagram for the low-voltage (<50V) connector series |                                                |                                                |

Notas
1. 1 2  Unless otherwise specified, AC frequency is both 50 and 60 Hz
2. ↑  For the P/N/E notation,
  - P: pole(s)
  - N: neutral
  - E: earth/ground

Otherwise, provides (number of poles (P) and total wires (W))
3. ↑  Single-phase plugs & sockets
4. 1 2  Three-phase plugs & sockets, unless otherwise noted
5. 1 2  Split-phase (2P+N+E)
6. 1 2  Voltage supply from an isolating transformer

## Plugues comuns

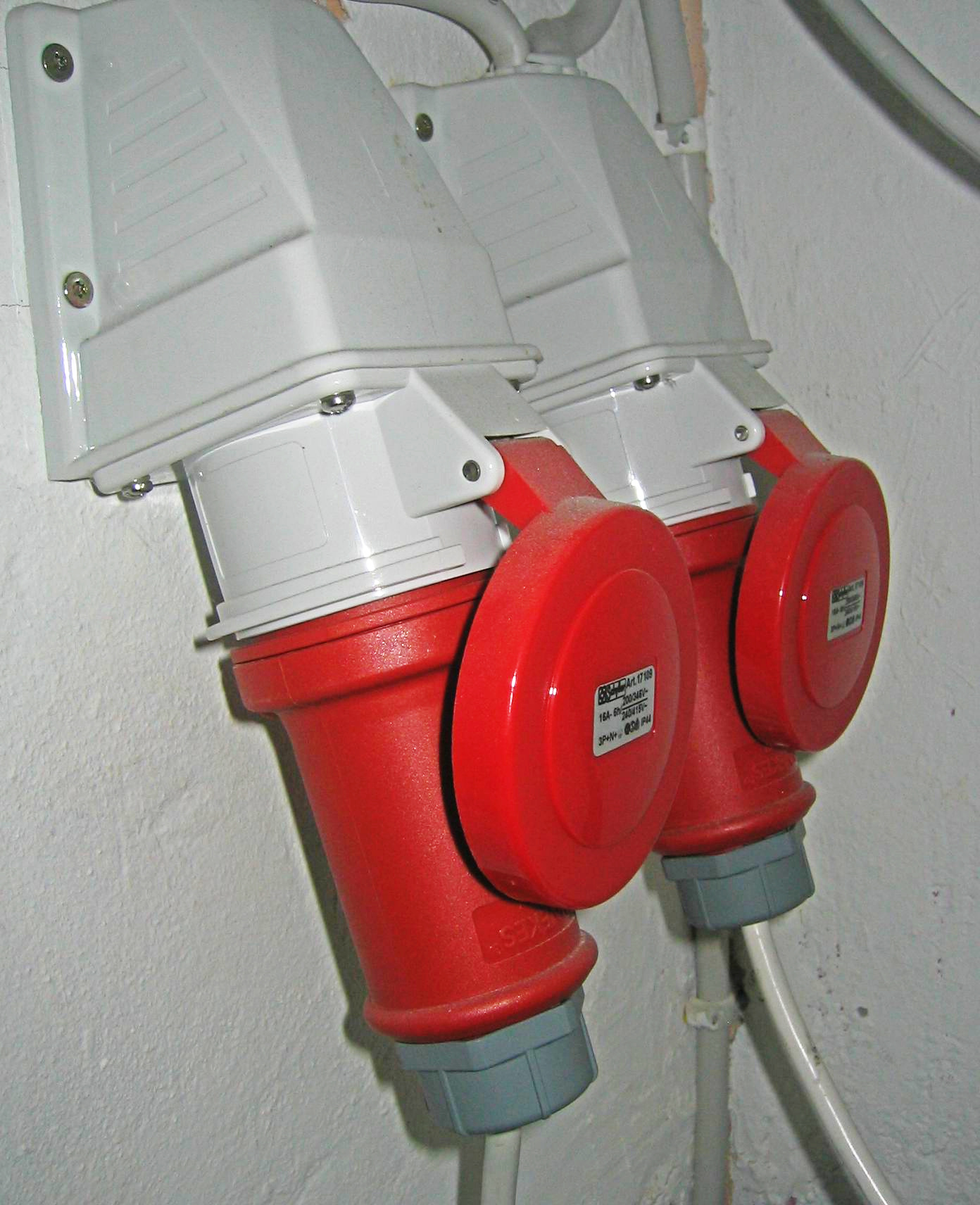
Dois plugues estilo IEC 60309 inseridos em tomadas montados na parede

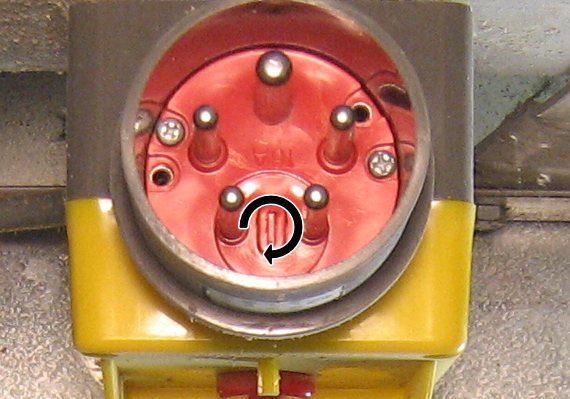
Plugue 400 V com de troca de fase

### Vermelho 3P+N+PE, 6h

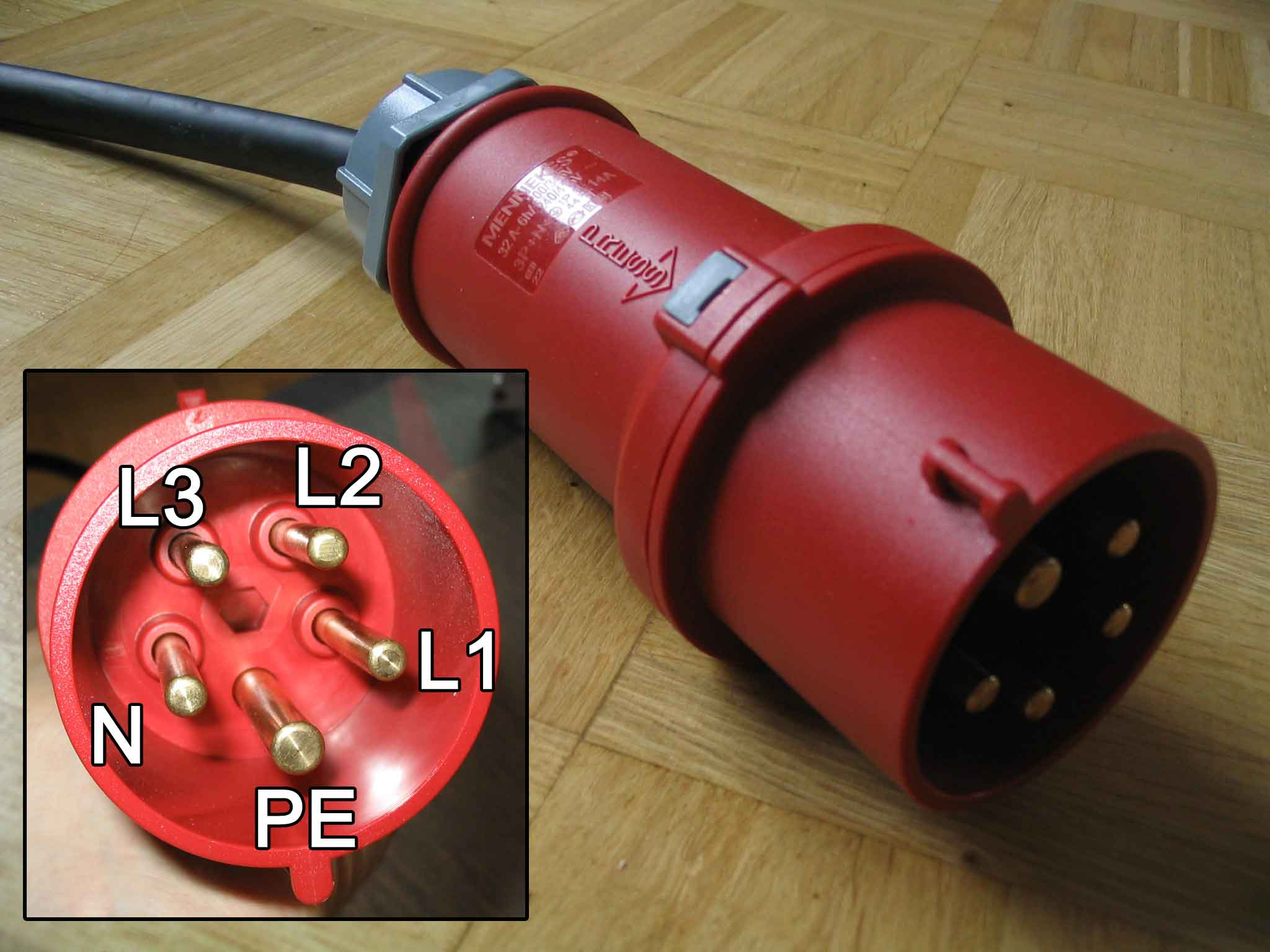
Um plugue 32 A 400 V 3P+N+PE 6h

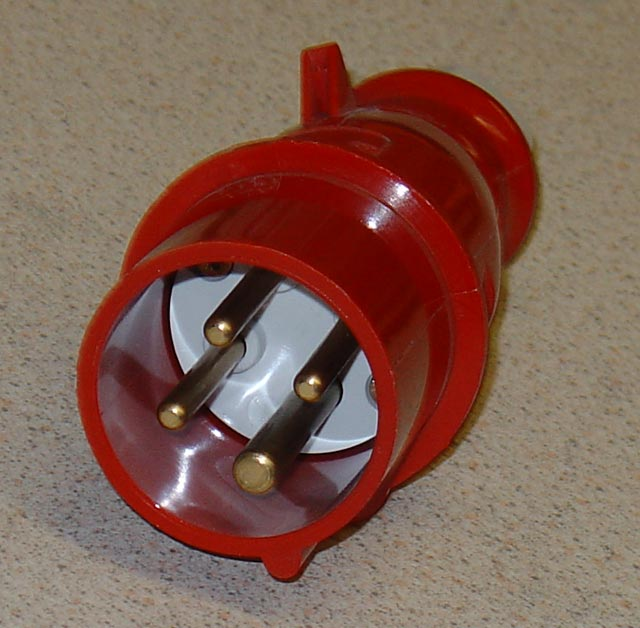
Plugue 16 A 400 V 3P+PE 6h

O plugue vermelho 3P+N+PE, 6h (180°) permite a conexão do amplo 380-400 V rede de alimentação trifásica. As classificações mais comuns são 16 A, 32 A e 63 A, com 125 A sendo menos comum. Os canteiros de obras na Europa Central têm a maioria de sua configuração de cabeamento de alta potência com este tipo de tomada, com a tensão monofásica fase-neutro de 230 V disponível para outros dispositivos. Um painel divisor de cargas normalmente é instalado no local, dividindo as fases em três circuitos monofásicos com disjuntores individuais permite o balanceamento de carga entre as fases, importante para integridade do gerador. Configurações semelhantes são usadas para exposições ao ar livre, festivais e grandes eventos.
Ao olhar para a face de acoplamento da tomada, a sequência de fase deve ser L1, L2, L3 e, em seguida, o pino neutro, procedendo no sentido horário a partir do pino terra. (No sentido anti-horário no plugue correspondente). Como algumas fiações podem ser invertidas, o que faria os motores girarem no sentido contrário, muitas máquinas em canteiros de obras possuem um plugue de inversão fase que permite que os pinos de fase L2 e L3 sejam trocados, invertendo assim a sequência de fases.
Os motores elétricos trifásicos não precisam do fio neutro para funcionar, de modo que há também uma variante vermelha de quatro pinos (3 fases e terra) dos plugues IEC 60309 para alimentação trifásica. Os dois estilos não são intercambiáveis, para evitar um potencial neutro ausente.

### Azul P+N+PE, 6h

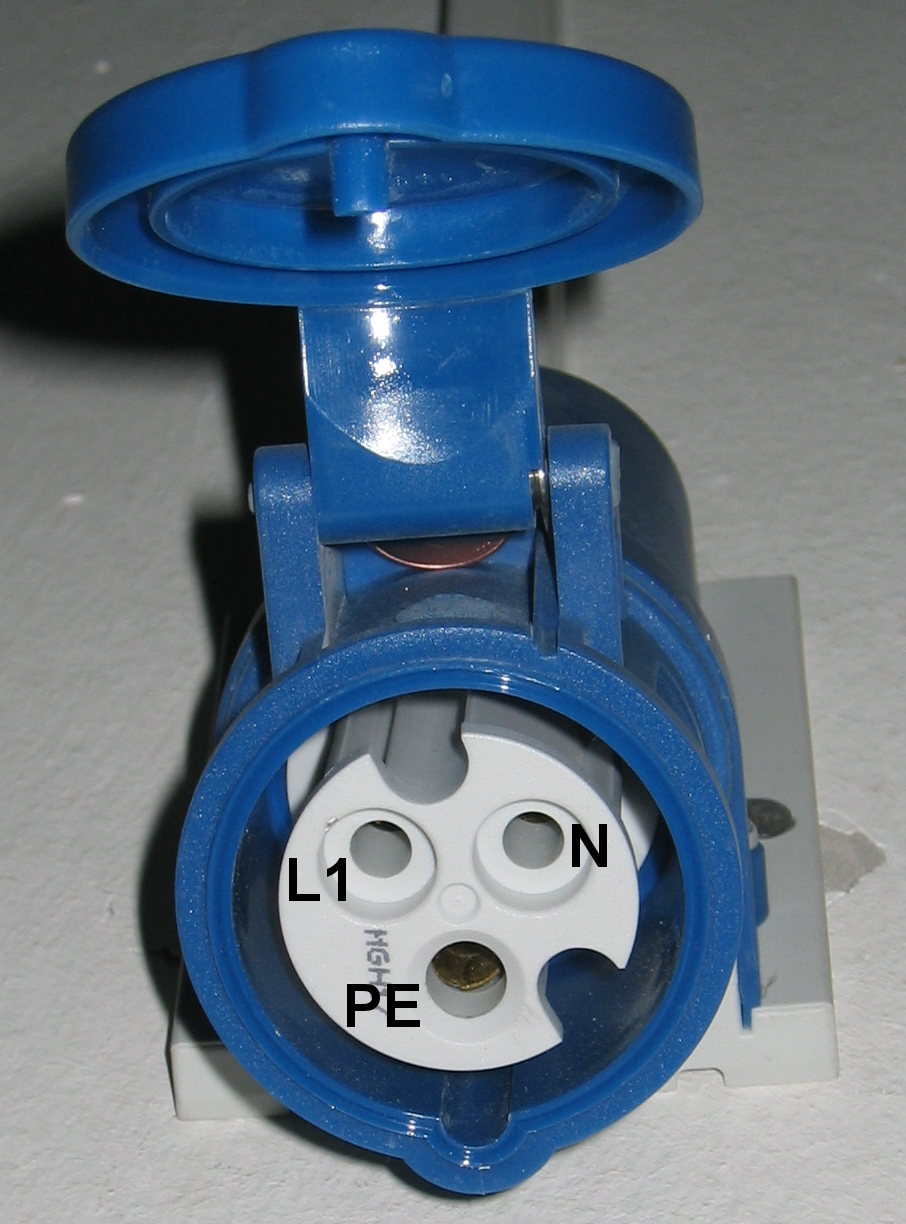
Tomada16 A 230 V P+N+PE 6h

O plugue azul P+N+PE, 6h (180°) é um conector monofásico. Em particular a menor variante (16 A), resistente às intempéries, tornou-se especialmente comum em veículos de campismo e tomadas encontradas em parques de camping e marinas em toda a Europa. A chamada 'Tomada de Camping' substituiu quase universalmente uma grande variedade de outras 230 V plugues domésticos, uma vez que é muito difundida e bastante segura já no padrão IP44. Em instalações temporárias maiores, particularmente com aquecimento elétrico, os plugues de 32 A são mais comuns.
Os pinos são especificados na ordem terra, fase e neutro, no sentido horário ao olhar para a tomada. Nem todas as instalações distinguem os condutores de linha (fase) e neutros, e instalações com polaridade reversa não são incomuns, portanto, DRs e disjuntores bipolares são recomendados. Quando as tomadas são montados olhando para baixo, o sistema de conectores é classificado para uso externo em todas as condições climáticas. Este também é o conector padrão para equipamentos de iluminação (até 16 A) usado na indústria britânica de cinema e televisão (muitas vezes nas saídas de um divisor de cargas com uma entrada trifásica de classificação mais alta).

### Amarelo P+N+PE, 4h
O plugue amarelo P+N+PE, 4h (120°) é um conector monofásico amplamente utilizado nas Ilhas Britânicas para canteiros de obras e feiras em 110 V. Um modelo popular deste tipo de tomada é comercializado no Reino Unido sob a marca MK Commando levando alguns usuários a se referirem a todos as tomadas IEC 60309 pela marca genérica Commando sockets.

### Azul 3P+N+PE, 9h
O plugue azul 3P+N+PE, 9h (270°) é um conector trifásico disponível em áreas com sistemas de alimentação 115-230 V. É predominante na indústria de iluminação de eventos ao ar livre e alimentação de sistemas de áudio como um substituto seguro para ambientes externos para conectores NEMA. Nos Estados Unidos, geralmente não é usado para energia trifásica, mas para instalações denominadas "delta de perna alta" e de fase dividida (split phase). Isso permite escolher a alimentação CA monofásica em 110–120 volts entre fase e neutro ou 220–240 volts entre fase e fase. Como esses dois modos não precisam de três fases, também há um conector de quatro pinos amarelo-laranja escuro disponível projetado para uma carga monofásica de 110–120 ou 220–240 volts.

## Tomadas com intertravamento
As tomadas com com intertravamento são descritas na norma IEC 60309-4 e são comumente usadas para aumentar a segurança elétrica em plantas industriais. O intertravamento corta a energia da tomada quando nada está conectado e trava qualquer plugue na tomada até que a energia seja desligada.